# Çağlayan Deresi
Der Çağlayan Deresi ist ein Zufluss des Schwarzen Meeres im Nordosten der Türkei.
Der Çağlayan Deresi entspringt im Ostpontischen Gebirge.
Der Fluss strömt anfangs nach Nordwesten und später nach Westnordwest durch das östliche Bergland des Landkreises Fındıklı der Provinz Rize. Der Fluss passiert dabei die Ortschaft Çağlayan. 
Der Çağlayan Deresi mündet schließlich am Nordrand der Küstenstadt Fındıklı ins Schwarze Meer.
Der Çağlayan Deresi hat eine Länge von 34,7 km. 
Der Çağlayan Deresi gilt als einer der wichtigsten Laichplätze der Schwarzmeerforelle in der Türkei.